# Taktloss
Taktloss (* 4. Juli 1975 in Berlin, auch Taktlo$$; bürgerlich: Kingsly Defounga) ist ein deutscher Rapper.

## Biografie
Taktloss war in den 1990ern Teil der Writer-Gruppe GHS („Ghetto Stars“) und hatte so eine gewisse Berühmtheit in der Hip-Hop-Szene erreicht. Mitte der 1990er galt er als „meistgesuchter Sprayer Berlins“, sein Tag Level war vielerorts zu finden.
Als MC war Taktloss ab Beginn der Open-Mic-Sessions der Bar Royal Bunker aktiv. Hier lernte er auch die spätere Besetzung der Untergrundband M.O.R. kennen, deren Mitgründer und Mitglied er Ende der 1990er wurde. Einer größeren Öffentlichkeit wurde er erstmals 1999 durch Fernsehauftritte zusammen mit Kool Savas als Westberlin Maskulin bekannt, die sich nach Streitigkeiten im April 2000 wieder trennten.
Anfang 2001 veröffentlichte Taktloss über das Label Home Recordings „Battle Reimpriorität Nr. 7“ (BRP 7). Im Folgenden gründete er sein eigenes Label FDB Rekordz (Fick Die Biaaatch Rekordz). Neben seinen Soloalben hat er zusammen mit Freunden einige Kollaborations-Alben aufgenommen.

## Real Geizt
Unter seinem Alter Ego Real Geizt spricht Taktloss mit verstellter Stimme. Real Geizt hört man auf BRP 4 im Song Ich bin nicht weniger, als du dir wünschst zu sein als auch auf dem 2013 erschienenen Album Imitierte Signale mit Splidttercrist (Justus). Außerdem zu hören ist Real Geizt auf Zukunft (BRP 7), Ganxta Boogy (BRP 56), Kaos (WWW) auf dem Tape von Splidttercrist (Im Narbengarten), auf dem gemeinsamen Album mit Justus (Aus Liebe) sowie auf dem Kollabo-Album Imitierte Signale mit Splidttercrist.
Im Jahr 2017 erschien, 17 Jahre nach Ankündigung im Lied Ich bin nicht weniger als du dir wünschst zu sein auf (BRP 4Life), ein ganzes Album von Real Geizt mit dem Titel Wie prophezeit.

## Diskografie

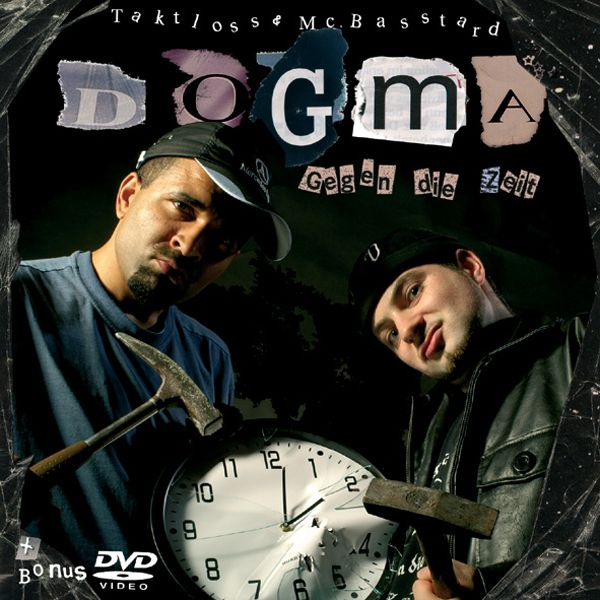
Cover des Albums Dogma (Gegen die Zeit)

Alben
| Jahr | Titel                            | Tonträger       | Bemerkung |
| ---- | -------------------------------- | --------------- | --- |
| 1998 | BattleReimPriorität              | Kassette        | - |
| 1999 | BRP2                             | Kassette        | - |
| 2000 | brp 3                            | CD              | - |
| 2000 | BRP 4Life                        | CD              | - |
| 2001 | Battlereimpriorität Nr.7         | CD / Vinyl      | indiziert |
| 2004 | B R P 56                         | CD              | - |
| 2016 | B R P 56                         | Vinyl           | rotes Vinyl, limitiert auf 300 Stück                                                                           |
| 2016 | Das letzte Mixtape/Die letzte EP | CD              | Limitiert auf 2500 Stück, gemixt von Boba Fettt + 4 unveröffentlichte Songs                                    |
| 2017 | Wie prophezeit                   | Digital / Vinyl | veröffentlicht unter dem Alter Ego Real Geizt, das Album auf Vinyl wurde ausschließlich auf Konzerten verkauft |

Kollabo-Alben
| Jahr | Künstler                                            | Titel                                     | Tonträger                    | Bemerkung                                                                                                  |
| ---- | --------------------------------------------------- | ----------------------------------------- | ---------------------------- | --- |
| 1997 | Westberlin Maskulin                                 | Hoes, Flows, Moneytoes                    | Kassette & Vinyl             | Westberlin Maskulin = Kool Savas & Taktloss. Vinyl-Version ist teilweise zensiert                          |
| 2000 | Westberlin Maskulin                                 | Battlekings                               | CD & Vinyl                   | - |
| 2004 | Taktloss & Abstract Rude                            | These Walls                               | 12"                          | EP |
| 2004 | Taktloss & Jack Orsen                               | Direkt aus dem Knast (du Spast)           | CD                           | - |
| 2005 | Taktloss & MC Basstard                              | Dogma (Gegen die Zeit)                    | CD + DVD                     | - |
| 2006 | Taktloss & Justus                                   | Aus Liebe                                 | CD                           | produziert von Mik Baba                                                                                    |
| 2007 | Taktloss & The Rifleman                             | WWW (World Wide Werds / Welt Weite Worts) | CD & Vinyl                   | produziert von Keyza Soze                                                                                  |
| 2012 | Taktloss & Justus (als Real Geizt & Splidttercrist) | Imitierte Signale                         | Kostenloser Download & Vinyl | produziert von DJ Illvibe Vinyl auf 350 Kopien limitiert.                                                  |
| 2017 | Taktloss & Frauenarzt                               | Gott                                      | CD / Download / Streaming    | Fick die Biaaatch Rekordz / Proletik / Original Untergrund-Kassette (100% Exklusiv 4-Spur Aufnahmen) DE #8 |

Singles
| Jahr | Titel                                                                | Tonträger | Bemerkung |
| ---- | -------------------------------------------------------------------- | --------- | --------- |
| 2003 | Phuuuk die Beeeatch / Sonnenschein                                   | 7"        | -         |
| 2006 | Eine Orgiee (ft. King Orgasmus One) / All Coast (ft. The Visonaires) | Vinyl     | -         |
| 2016 | Töten                                                                | 7′’       | -         |